# 废黄河

现代黄河与明清黄河故道

废黄河指黄河改道后遗留的旧河道。现存较多的是1855年咸丰黄河大改道残留的明清故道。其自河南省兰考县北朝东南方向，经民权县北、商丘市北，过山东省曹县南、单县南，安徽省砀山县北、萧县北，江苏省徐州市北，宿迁市南，淮安市北，再折向东北方向，过涟水县南，滨海县北，由大淤尖村廢黃河口入黄海。在地图上，这条故道绝大部分是干涸的，用虚线画出，宿迁市以东经泗阳到淮安段皆有水流，但水深不足以通航，故称「废黄河」，上有多座桥梁，在淮安市以东是当今的中山河，有水流。废黄河把完整的一个淮河流域分割成淮河与沂沭泗两个水系，現已形成一道高出地面几米的分水岭。

## 历史
1128年（南宋建炎二年），东京（今开封市）的守将杜充為抵禦金兵派兵強行挖穿黄河大堤，使黄河改道由泗水入淮河、济水分流入海。1194年（金明昌十一年），黄河主流夺淮。从此，直到1855年（清朝咸丰五年黄河大改道）的661年间，黄河由泗水、汴河、濉水、颍水、涡河入淮河，史称黄河夺淮。

## 废黄河零点
废黄河零点原以1921年11月11日下午5时的江苏废黄河口低水面为零起算。后又采用验潮站平均海水面为新零点，因原点早已淹浸无存，在原点处新旧零点相差多少，无从查考。后导淮委员会以淮阴码头镇“导淮BM11”的高程16.967米代替废黄河口零点高程系统。中华人民共和国成立后，淮河水利委员会采用这一系统在河南进行了大量1:10000比例尺地形图测量，河南省水利厅在淮河流域测量也用这一高程系统。

## 相关
- 宿州黄河故道